# Ялбулганов, Александр Алибиевич
Алекса́ндр Алиби́евич Ялбулга́нов (род. 4 ноября 1964, станица Червлённая, Чечено-Ингушская АССР) — российский правовед, историк, профессор, доктор юридических наук. Видный специалист в области финансового, налогового, экологического и природно-ресурсного права.

## Биография
Родился в станице Червлённая, Чечено-Ингушской АССР, в ногайской семье.
В 1989 г. окончил Чечено-Ингушский государственный университет им. Л. Н. Толстого.
В 1993—1995 гг. учился в очной аспирантуре Института российской истории РАН. Защитил в 1995 г. диссертацию на соискание ученой степени кандидата исторических наук на тему: «Ногайцы Северного Кавказа в XVIII — первой половине XIX в. (проблемы социально-экономического строя)» (научный руководитель — проф., д. и. н. С. Г. Агаджанов).
В 1995—1996 гг. — соискатель на кафедре административного и финансового права Московского государственного института международных отношений (МГИМО) МИД России. В 1997 г. защитил диссертацию на соискание ученой степени кандидата юридических наук по теме: «Правовое регулирование земельного налога в Российской Федерации» (научный руководитель — проф. д. ю. н. А. Н. Козырин).
Доктор юридических наук (1999). Тема докторской диссертации: «Организационно-правовые основы финансового контроля в Российской армии: XIX — начало XX в.».
Ученое звание профессора присвоено в 2000 г.
Преподавательскую деятельность начал в МГИМО в 1995—1997 гг. (старший преподаватель, впоследствии доцент кафедры административного права). В 1999—2001 гг. — заведующий кафедрой гражданско-правовых дисциплин Московского института-интерната и по совместительству — профессор кафедры военной администрации, административного и финансового права Военного университета Министерства обороны РФ.
С 2001 года — профессор кафедры финансового права Национального исследовательского университета «Высшая школа экономики», а с 2006 г. — главный научный сотрудник Института публично-правовых исследований.
С 2022 года — профессор кафедры финансового права Московского государственного юридического университета имени О.Е. Кутафина (МГЮА).
А. А. Ялбулганов исследовал эволюцию учений о предмете и системе финансового права в России. Особое место в его работах занимают вопросы теории финансового контроля, изучение организационно-правовых основ государственного финансового контроля на федеральном и региональном уровнях.
Специалист по вопросам военного бюджета, правового регулирования военных расходов, а также организации финансового контроля в армии.
Весомым вкладом в финансово-правовую науку является проведенное им исследование правовых основ природно-ресурсных платежей, а также изучение экологической функции налогового права и финансово-экономических гарантий реализации
конституционного права на благоприятную окружающую среду.
Одним из первых среди отечественных правоведов А. А. Ялбулганов проанализировал в своих научных трудах процессы зарождения и развития науки финансового права в России, исследовал эволюцию источников позитивного финансового права в XVIII — нач. XX в., а также в советский период. Обосновал значение и особенности применения историко-правового метода для изучения и преподавания современного финансового права.

### Основные труды
- «Правовое регулирование земельного налога в Российской Федерации». — М., 1997.
- «Финансовое право России: актуальные проблемы». — М., 2007.
- «Правовое регулирование природоресурсных платежей». — М., 2007.
- «Налоговое право России». — М.: Норма, 2010.
- «Правовое регулирование использования лесов в Российской Федерации». — М., 2011; в соавт.
- «Антидемпинговая пошлина и антидемпинговые процедуры». — М., 2013.
- «Казна и бюджет». — М., 2014 — в соавт.
- «Государственный финансовый контроль: современное правовое регулирование». — М., 2014. — отв. редактор.
- «Земельный кодекс Российской Федерации: Постатейный научно-практический комментарий». — М., 2014. — отв. редактор.

### Монографии, посвященные проблемам истории Российского государства и права
- «Российское природоохранное законодательство XI — начала XX веков». — М., 1997; в соавт.
- «Зарождение государственного контроля в России (2-я половина XVII—XVIII в.)». — М.: Изд-во МГИМО, 1997.
- «Очерки истории финансового права дореволюционной России». — М.: РИО Московского института-интерната, 1998.
- «Военная история ногайцев». — М., 1998.
- «Финансовый контроль в Российской армии XIX — начале XX в. организационно-правовые реформы». — СПб., 1999.

## Научно-общественная деятельность
- Член редакционной коллегии научно-аналитического журнала «Реформы и право»;
- Палата налоговых консультантов, руководитель секции по налогообложению природопользования;
- Член Экспертного совета при Федеральной службе налоговой полиции (1999—2001).

## Награды
- Юбилейная медаль «200 лет Министерству финансов Российской Федерации» (2002)
- Медаль «20 лет Федеральному казначейству» (2012)

## Академическое признание
- Благодарность ректора Высшей школы экономики (2002, 2012);
- Неоднократно побеждал в конкурсах на звание «лучший преподаватель» Высшей школы экономики (2011, 2012) и в номинации «за академические успехи и вклад в научную репутацию Высшей школы экономики» (2005, 2005, 2009, 2012, 2014).